# Srp

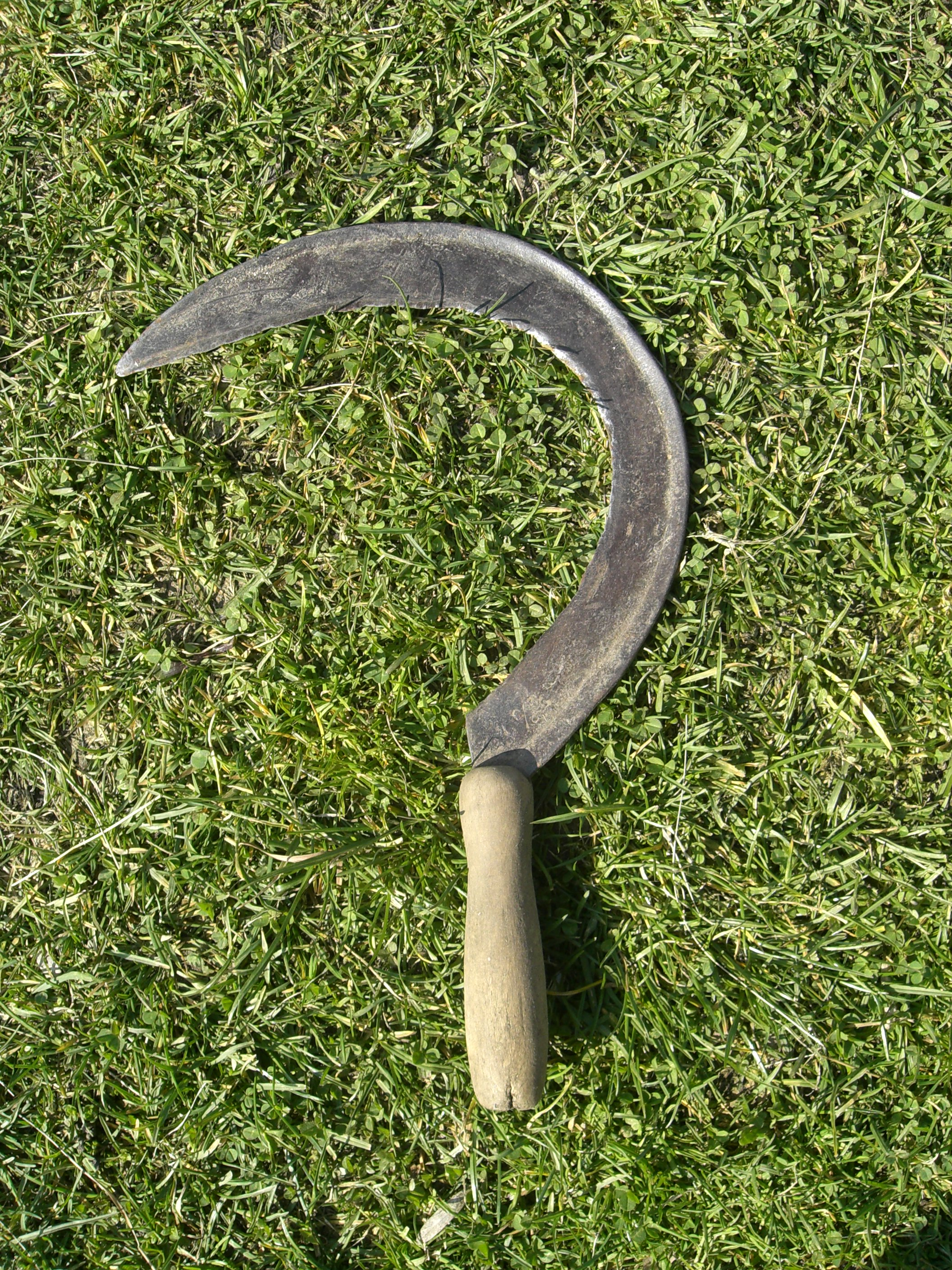
srp

Srp je jednoruční zemědělský nástroj, sloužící k odsekávání stvolů bylin, především při sklizni obilí (žně) a žetí trávy (senoseč). Skládá se z ploché, do polokruhu zahnuté kovové části s vnitřním ostřím a z rukojeti. Podobným nástrojem je větší dvouruční kosa. Srp se, podobně jako kosa, musí pravidelně brousit nejlépe kamenným brouskem a jeho ostří je nutno také správně naklepávat.
Srp je nástrojem velice starým. Souvisí s rozvojem raného zemědělství. Osmý měsíc v kalendářním roce, kdy obvykle každoročně končily žně, dostal také od tohoto nástroje své jméno srpen. Charakteristický tvar srpu je podobný též tvaru měsíce na obloze, ten pak nese pojmenování měsíční srpek.
Srp sloužil i jako zbraň. V řecké mytologii jím například byli ozbrojeni Kronos a Perseus.
Srp se stal také důležitou částí komunistické symboliky (v kombinaci srp a kladivo).